# Игдир (провінція)
Игдир (тур. Iğdır) — провінція в Туреччині, розташована на сході країни. Провінція розташована на кордоні відразу з трьома країнами: Вірменією (по річці Аракс), Азербайджаном (Нахічевань) та Іраном (провінція Західний Азербайджан). Столиця — місто Игдир. 
Населення 181 866 (станом на 2007 рік) жителів. Провінція складається з 4 районів.